# Châteauneuf-de-Gadagne
Châteauneuf-de-Gadagne település Franciaországban, Vaucluse megyében. Lakosainak száma 3495 fő (2022. január 1.). Châteauneuf-de-Gadagne Caumont-sur-Durance, Jonquerettes, Morières-lès-Avignon, Saint-Saturnin-lès-Avignon és Le Thor községekkel határos.

## Népesség
A település népességének változása:
| Lakosok száma | 3303 | 3304 | 3375 | 3311 | 3328 | 3321 | 3379 | 3437 | 3495 |
|               | 2013 | 2015 | 2016 | 2017 | 2018 | 2019 | 2020 | 2021 | 2022 |